# Phaeomyces ibericus
Phaeomyces ibericus är en svampart som först beskrevs av G. Moreno & Esteve-Rav., och fick sitt nu gällande namn av E. Horak 2005. Phaeomyces ibericus ingår i släktet Phaeomyces och familjen Inocybaceae.   Inga underarter finns listade i Catalogue of Life.